# Zygmunt Zeydler-Zborowski
Zygmunt Zeydler-Zborowski, ps. Emil Zoor (ur. 8 lutego 1911 w Kielcach, zm. 9 listopada 2000 w Warszawie) – polski autor powieści kryminalnych i opowiadań kryminalnych, twórca postaci Stefana Downara.

## Zarys biografii

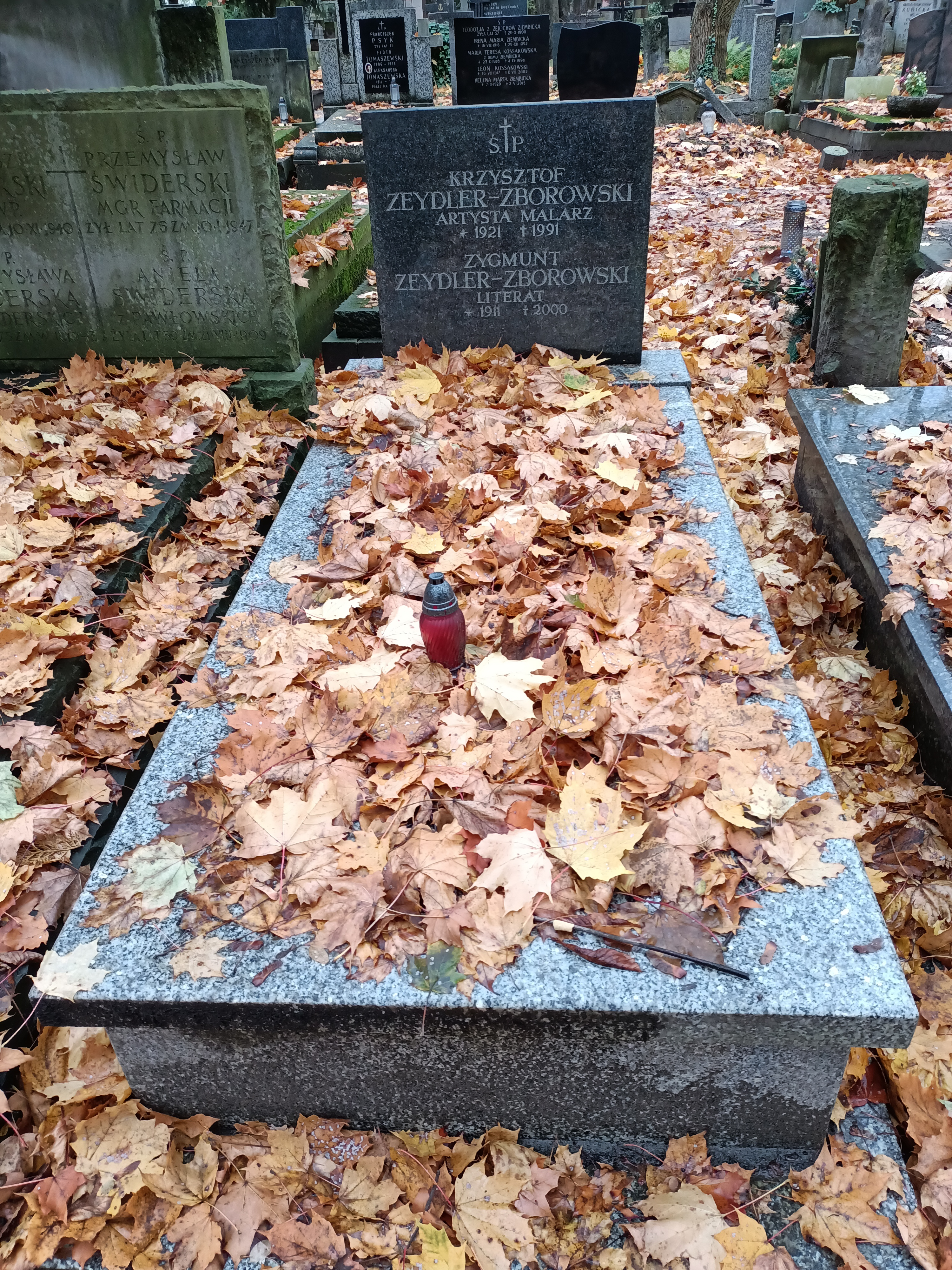
Grób Zygmunta Zeydler-Zborowskiego na cmentarzu Powązkowskim

Absolwent studiów polonistycznych na Uniwersytecie Warszawskim, ukończonych tuż przed wybuchem II wojny światowej. Uczył się także śpiewu, co umożliwiło mu zarobkowanie w kawiarniach podczas okupacji. Po wojnie zatrudniony jako urzędnik w Ministerstwie Żeglugi i Handlu Zagranicznego. Pierwsze powieści sensacyjne publikował w odcinkach na łamach prasy codziennej. W latach 1949–1951 przebywał we Włoszech; później (1952-1955) kierował referatem prasowym PAN. Następnie pracował jako redaktor w Telewizji Polskiej (1956-1962), gdzie wraz z reżyserem Józefem Słotwińskim był jednym z współtwórców Teatru Sensacji "Kobra", a jego karykaturę wykorzystano w stałej animowanej czołówce z wężem.
Po powrocie z podróży po Ameryce Południowej działał w Polskiej Agencji Reklamowej; od 1963 poświęcił się wyłącznie działalności literackiej. Pochowany na cmentarzu Powązkowskim (kwatera 294-5-22).

## Twórczość

### Powieści kryminalne
- Targ w Benevento – opowiadania włoskie (1955)
- Spacer po suficie (1957)
- Czarny mercedes (1958)
- Akcja Rudolf (1963)
- Gość z Londynu (1968)  [ekranizacja – spektakl Teatr Sensacji pt. Śmierć w samochodzie z roku 1974 w reżyserii Marka T. Nowakowskiego]
- Komisarz Bonetti szuka Magdaleny (1968) [jako Tomasz Helner]
- Zbrodnia na Cyrhli Toporowej (1970)
- Czerwona nitka (1971)
- Nawet umarli kłamią (1971)
- Pieczeń sarnia (1973)
- Brat Mikołaja (1974)
- Alicja nr 3 (1975)
- Koty Leokadii Kościelnej (1975)
- W kręgu podejrzenia (1975)
- Inspektor ze Scotland Yardu (1976)
- Krzyżówka z "Przekroju" (1976)
- Bardzo dobry fachowiec (1977) [ekranizacja jako odc. 21 pt. "Przerwany urlop" serialu 07 zgłoś się z 1987]
- Almiritis piją słoną wodę (1978)
- Pasta do zębów (1979)
- Człowiek o cętkowanej twarzy (1980)
- Sekret Julii (1981)
- Major Downar przechodzi na emeryturę (1984)
- Jałowce jak cyprysy (1986)
- Wernisaż (2009)
- Goryl z Wołomina (2012)
- Kabała (2012)
- Proszę nikogo nie winić (2013)

### Powieści kryminalne pisane pod pseudonimem Emil Zorr
- Pantofel Mahometa (1947) [wydane również pod tytułem Talizman Wschodu]
- Piąta runda (1947)
- Klub Ekscentrycznych Panien (1948)
- Pan z wielką głową (1948)
- Sukces doktora Gordona (1948)
- To tylko kobieta (1948)
- Żart Samuela Thorntona (1948)

### Opowiadania oraz powieści kryminalne wydawane w odcinkach w gazetach
- Szlafrok barona Boysta (1958)
- Siedem kanarków Maurycego (1959)
- Zaczęło się w sobotę (1960)
- Tajemniczy pamiętnik (1961)
- Gdzie jest Joachim Finke? (1962)
- Tajemniczy turysta (1962)
- Dr Orłowski prowadzi śledztwo (1963)
- Detektyw z Mediolanu (1964)
- Spotkanie w Montevideo (1964)
- Szantaż (1964)
- Zabrakło partnera do brydża (1966) [wydane również pod tytułem Zabrakło czwartego do brydża (1966) oraz jako Polowanie na jastrzębia (1971)]
- Laska dyrektora Osieckiego (1967)
- Nieudany urlop majora Downara (1968)
- Śpiewający żółw (1968)
- Testament (1974)
- Czwarty klucz (1981)
- Terror pod Kordylierami (1985)
- Zakatarzony Masażysta (1985)
- Za dużo kobiet (1986)

### Opowiadania kryminalne wydawane w serii "Ewa wzywa 07"
- Złoty centaur (1969)
- Prawda rodzi nienawiść (1971)
- Czwartek, godzina 22 (1972)
- Dziewczyna w męskiej koszulce (1973)
- Dżem z czarnych porzeczek (1974)
- Kukułka bez zegara (1975)
- Dwie lewe nogi (1976)
- Kardynalny błąd (1976)
- Eliza nie zgadza się na rozwód (1977)
- Major Downar zastawia pułapkę (1978)
- Śmierć grabarza (1980)